# Brachypremna tigriventris
Brachypremna tigriventris är en tvåvingeart som beskrevs av Alexander 1922. Brachypremna tigriventris ingår i släktet Brachypremna och familjen storharkrankar. Inga underarter finns listade i Catalogue of Life.